# ویتموند
شهر ویتموند (به آلمانی: Wittmund) در ایالت نیدرزاکسن در کشور آلمان واقع شده‌است.